# Nothoprocta perdicaria sanborni
La perdiz chilena del sur (Nothoprocta perdicaria sanborni), es la subespecie austral de un ave de la familia de los tinámidos: la perdiz chilena o inambú chileno. Al igual que otras especies de esta familia, es conocida vulgarmente con el nombre de perdiz dada su similitud muy superficial con la perdiz europea. Habita en valles y matorrales de altura del centro de Chile.

## Etimología
Crypturellus, en idioma griego, significa cola pequeña escondida.

## Taxonomía y distribución
La perdiz chileno del sur fue descrito en 1924 por Conover. Es la subespecie que habita en el centro sur de Chile, desde la provincia de Linares de la región del Maule, Bio-bio, Araucanía, el norte de la región de Los Lagos hasta la provincia de Llanquihue, con algunos registros en valles cordilleranos de zonas adyacentes de la Argentina. Además, fue introducida en la isla de Pascua.

## Estatus en la Argentina
Esta subespecie fue citada en localidades de la Patagonia argentina próximas a la frontera con Chile. Venturi la encuentra anidando en el noroeste de la provincia de Neuquén. Más hacia el sur, H. Durnford la cita para el noroeste de la provincia de Chubut. Otras citas parecen provenir de estos dos únicos registros. Aunque no sería imposible que la especie haya habitado, o aún lo haga, en algunos valles fronterizos trasandinos, teniendo en cuenta que a fines del siglo XX y en los primeros años del siglo XXI se registraron en valles de altura del oeste y noroeste de Neuquén poblaciones de tres especies de aves que se consideraban endémicas de Chile: la tenca, el choroy, y el Hued-hued castaño, se especula que ambos antiguos registros (de más de un siglo) sean seguramente sólo confusiones con alguna de las especies de tinámidos locales. Por ello, aún se la continúa considerando un endemismo de Chile, hasta tanto no se cuente con nueva y más categórica información, actual o histórica, sobre esa supuesta población, de la cual no se cuenta con algún ejemplar capturado, ni fotografiado que la certifique.

## Descripción
La perdiz chilena del sur posee unos 30 cm de longitud. Sus partes superiores son de color marrón oliva a grisáceo con barras rojizo-amarronadas y rayas pálidas; su garganta es blanca, el pecho es rufo oscuro con tintes aleonados por el centro. Su pico es de color marrón y sus patas son de color amarillo a marrón.
Se diferencia de la raza del norte por ser esta última menos oscura, porque las barras dorsales son más oscuras, y por mostrar en su pecho un color grisáceo con la línea media blanquizca, y el vientre ahumado.

## Comportamiento
Vive sola, en pareja, o en pequeños grupos, pero nunca en bandadas. Su alimento se compone de semillas e insectos.

## Nidificación
Construye en el suelo un nido hecho de pasto y forrado con algunas plumas, generalmente bajo la maleza o arbustos.La hembra pone de 5 a 12 huevos de forma ovalada, y de un brillante y uniforme color chocolate, midiendo en promedio 49 mm por 35 mm. El macho incuba los huevos alrededor de 21 días y luego también cuida de los polluelos. Él tapa los huevos con plumas en los momentos que se aleja del nido. Los polluelos son de color marrón claro con rayas oscuras; pueden correr poco después de la eclosión.

## Hábitat
La perdiz chilena del sur se encuentra en valles, trigales, y matorrales de altura en altitudes desde los 400 a los 2000 m s. n. m. También habita en bosques mediterráneos.

## Conservación
La UICN clasifica esta perdiz como de Preocupación menor, con un rango de ocurrencia de 120 000 km².